# Federazione cestistica dell'Australia
Basketball Australia è l'organo di governo della pallacanestro in Australia.
La federazione controlla inoltre la nazionale di pallacanestro dell'Australia. Ha sede ad Alexandria (Nuovo Galles del Sud) e l'attuale presidente è John Maddock.
È affiliata alla FIBA dal 1947 e organizza la National Basketball League.